# Anomacanthus
Anomacanthus es un género monotípico de plantas perteneciente a la familia Acanthaceae. Su única especie: Anomacanthus congolanus  (De Wild. & T.Durand) Brummitt, es originaria de África donde se distribuye por la República Democrática del Congo.

## Taxonomía
Anomacanthus congolanus fue descrito por (De Wild. & T.Durand) Brummitt y publicado en Kew Bulletin 45(4): 710. 1990.
Sinonimia
- Anomacanthus drupaceus R.D.Good
- Gilletiella congolana De Wild. & T.Durand basónimo
- Thunbergia attenuata Benoist[2]